# Bayfield (Colorado)
Bayfield es un pueblo ubicado en el condado de La Plata en el estado estadounidense de Colorado. En el Censo de 2010 tenía una población de 2.333 habitantes y una densidad poblacional de 625,11 personas por km².

## Geografía
Bayfield se encuentra ubicado en las coordenadas 37°14′7″N 107°35′41″O / 37.23528, -107.59472. Según la Oficina del Censo de los Estados Unidos, Bayfield tiene una superficie total de 3.73 km², de la cual 3.73 km² corresponden a tierra firme y (0%) 0 km² es agua.

## Demografía
Según el censo de 2010, había 2.333 personas residiendo en Bayfield. La densidad de población era de 625,11 hab./km². De los 2.333 habitantes, Bayfield estaba compuesto por el 88.43% blancos, el 0.21% eran afroamericanos, el 4.07% eran amerindios, el 0.26% eran asiáticos, el 0.04% eran isleños del Pacífico, el 3.26% eran de otras razas y el 3.73% pertenecían a dos o más razas. Del total de la población el 13.24% eran hispanos o latinos de cualquier raza.